# Estação Unión Latinoamericana
A Estação Unión Latinoamericana é uma das estações do Metrô de Santiago, situada em Santiago, entre a Estação Estación Central e a Estação República. Faz parte da Linha 1.
Foi inaugurada em 15 de setembro de 1975. Localiza-se no cruzamento da Alameda com a Rua Unión Americana. Atende a comuna de Santiago.